# 인천중앙초등학교
인천중앙초등학교는 대한민국 인천광역시 연수구 연수동에 있는 공립 초등학교이다.

## 학교 연혁
- 1970년 11월 3일 인천중앙국민학교 설립인가
- 1971년 10월 12일 37학급 편성 개교
- 1995년 3월 1일 중구 율목동에서 연수구 연수동으로 이전
- 1995년 6월 15일 신축교사 이전개교 49학급 편성
- 1996년 3월 1일 인천중앙초등학교로 개칭
- 2004년 4월 1일 중앙어린이집 개원
- 2007년 8월 31일 제1과학실 현대화 사업, 중앙냉난방공사 준공
- 2008년 4월 17일 교육복지프로그램실 개관
- 2008년 8월 11일 제2과학실 현대화 사업 준공
- 2008년 8월 13일 학교급식실 환경개선 공사 준공
- 2009년 8월 31일 본관 화장실 리모델링 공사 준공, 장애인 앨리베이터 설치
- 2010년 2월 15일 다목적 강당 준공
- 2010년 3월 2일 33학급 편성(특수2포함)
- 2012년 9월 1일 제16대 김광식 교장 취임
- 2013년 6월 20일 급식소 개소식
- 2015년 2월 13일 제44회 졸업식 (총 13,991명)
- 2015년 3월 1일 제17대 이종숙 교장 취임, 27학급 편성(특수2포함)
- 2015년 5월 20일 5층 컴퓨터실 교실 환경 개선 사업
- 2015년 12월 30일 학교 운동장 현대화 사업
- 2016년 2월 5일 제 45회 졸업식 (총 14,095명)
- 2016년 2월 28일 교실 바닥 및 복도 바닥재 교체
- 2016년 3월 1일 25학급 편성(특수 2학급 포함)
- 2016년 8월 8일 연혁관 구축
- 2016년 9월 7일 본관 강당 연결 통로 준공
- 2017년 2월 9일 제 46회 졸업식 (총 14,173명)
- 2017년 3월 1일 25학급 편성(특수 2학급 포함)
- 2017년 3월 2일 글로벌 드림-업 운영
- 2017년 11월 1일 제 18대 이재성 교장 취임
- 2017년 11월 16일 학교 도서관 개관
- 2018년 2월 13일 제 47회 졸업식 (총 14,260명)
- 2018년 9월 30일 연못 방수공사 및 시설 정비 사업
- 2019년 1월 31일 제48회 졸업식 (총 14,352명)

## 학교 주변
- 인천광역시연수도서관
- 연수역
- 원인재역
- 인천적십자병원
- 문화공원

## 참고 자료
- 인천중앙초등학교 - 한국교육학술정보원 학교알리미